# Залєток Софія Петрівна
Софія Петрівна Залєток (1 вересня 1950, Обухів, Обухівський район, Київська область) — українська біохімік, доктор біологічних наук.

## Життєпис
У 1973 році закінчила біологічний факультет Київського державного університету імені Т. Г. Шевченка, кафедра біофізики. Відразу після закінчення університету почала працювати в Інституті проблем онкології АН УРСР (нині Інститут експериментальної патології, онкології і радіобіології імені Р. Є. Кавецького НАН України). У 1976 році там же закінчила аспірантуру. З 1976 до 1983 року була молодшим науковим співробітником, з 1983 до 2001 — старшим науковим співробітником, з 2001 до 2008 — виконувачка обов'язків відділу біохімії пухлин та онкофармакології. У 2008 році обійняла посаду завідувачки відділу біохімії пухлин та онкофармакології Інституту експериментальної патології, онкології і радіобіології імені Р. Є. Кавецького НАН України. З лютого 2016 року донині виконувачка обов'язків відділу біохімії пухлин та онкофармакології цього наукового закладу.
У 2007 році здобула науковий ступінь доктора біологічних наук, захистивши дисертацію на тему «Поліаміни-маркери злоякісного росту і мішень для протипухлинної терапії».

## Наукова діяльність
Галузі наукових інтересів: роль та молекулярні механізми дії поліамінів при пухлинному рості; протипухлинні властивості інгібіторів метаболізму поліамінів, розробка способів застосування синтетичних і природних інгібіторів / модуляторів обміну поліамінів та аргініну для лікування онкологічних захворювань; прогностична цінність нових молекулярно-біологічних маркерів (NF-kB, ODC та інших) у хворих на злоякісні новоутворення; особливості метаболізму поліамінів в клітинах крові та кістковому мозку хворих на гостру та хронічну лімфолейкемію та їхню роль в патогенезі захворювання; значимість показників обміну поліамінів для діагностики та прогнозу перебігу різних форм і цитологічних варіантів лімфоїдних новоутворень; протипухлинна та антиоксидантна активність рослинних поліфенолів.

## Нагороди
- Премія НАН України імені О. В. Палладіна (1988) за монографію «Поліаміни і пухлинний ріст» (спільно з Бердинських Ніною Костянтинівною)[2].

## Основні праці
- Полиамины и опухолевый рост. Київ., 1987 (у співавторстві) (рос.)
- Полиамины и шизофрения. Київ., 1999 (у співавторстві) (рос.)
- Дослідження білків фактора транскрипції NF-кВ (р50 і р65) та інгібіторних білків NF-кВ (ІкВ-альфа) в резистентних до цисплатину і доксорубіцину субштамах карциноми Герена // Український морфологічний альманах. 2007. Т. 5, № 4
- Молекулярні функції поліамінів при неопластичному рості, їх роль в регуляції функціонування фактора транскрипції NF-kВ в клітинах експериментальних пухлин // ЛС. 2009. № 1.